# ミリー・ヒューズ＝フルフォード
ミリー・ヒューズ＝フルフォード(Millie Hughes-Fulford、1945年12月21日-2021年2月2日)は、アメリカ合衆国の医学研究者、分子生物学者、アメリカ航空宇宙局のペイロードスペシャリストで、1991年6月にスペースシャトル・コロンビアに搭乗した。

## 生い立ちと教育
テキサス州ミネラルウェルズで1945年12月21日に生まれた。1962年にミネラルウェルズ高校を卒業し、16歳でカレッジに入学し、1968年にターレトン州立大学で化学と生物学の学士号を取得した。1968年から1971年まで、アメリカ国立科学財団のフェローとして、テキサス女子大学でプラズマ化学の研究を行い、1972年にPh.D.を取得した。1971年から1972年まで、アメリカ大学婦人協会とマッカーサー基金のフェローも務めた。

## キャリア
1972年にPh.D.取得後、約100の研究職に応募し、そのうち4つから内定を得た。そのうち、ダラスのテキサス大学サウスウェスタン・メディカル・センターで博士研究員として、Marvin D. Sipersteinの下でコレステロール代謝調節の研究を行った。数年後、サンフランシスコの研究室に移った。
1978年、彼女は女性宇宙飛行士募集の広告に気づき、応募した。8000人の応募者の中から20人に選ばれたが、1978年1月16日に発表されたw:NASA Astronaut Group 8には入らなかった。それでも彼女はめげずに宇宙でのキャリアを追求し続けた。また、w:Army Reserve Medical Commandのメンバーにもなり、少佐の階級に昇進し、1981年から1995年まで務めた。

### NASA
1983年1月にNASAによりペイロードスペシャリストに選ばれ、1991年6月にSTS-40に搭乗して宇宙に行った。これは、スペースラブで生物医学の研究が行われた最初のミッションで、さらに乗組員の3人が女性である最初のミッションでもあった。彼女は、宇宙を訪れた初のNASAの女性ペイロードスペシャリスト、宇宙を訪れた初のアメリカ合衆国退役軍人省代表となった。このミッションでは、地球を146周して320万マイルを移動した。9日間で18の実験が完了し、それまでのNASAのミッションで最も多くの医学データを持ち帰った。ミッションの期間は、9日間と2時間14分20秒であった。

### その後
NASAでのミッションを経験した後、彼女はカリフォルニア大学サンフランシスコ校メディカルセンターの教授となり、2021年に死去するまで研究を続けた。サンフランシスコ退役軍人メディカルセンターにヒューズ＝フルフォード研究室を創設し、免疫学、宇宙生物学、腫瘍学の研究を行った。
骨芽細胞の成長制御を調べた一連のスペースハブ/バイオラック実験では、研究主催者を務めた。これらの実験は、1996年3月のSTS-76、1997年1月のSTS-81、1997年5月のSTS-84で行われ、宇宙飛行士の宇宙飛行中に起こる骨粗鬆症の根本原因が調べられた。ある実験では、微小重力下で同化シグナル伝達の変化が観察された。後にチューリッヒのアウグスト・コゴリ(Augusto Cogoli)が共同研究者となり、コゴリと行った実験の1つは、コロンビア号空中分解事故で失われた。Affymetrix社の技術とRT-PCRを用いたもう1つの実験は、2006年のソユーズTMA-9でアメリカ航空宇宙局と欧州宇宙機関の共同で行われた国際宇宙ステーションでの実験で、宇宙飛行におけるT細胞遺伝子の誘導を調べるものである。
スペースシャトル/国際宇宙ステーションで宇宙飛行中の遺伝子制御とシグナル伝達に関する追加の実験を行うことが2002年1月に承認され、プロテインキナーゼCのシグナル伝達に係る実験が行われることになった。最近では、
ISSの国際研究所、欧州宇宙機関、アメリカ国立衛生研究所と共同で、スペースXロケットによりISSでの実験が行われた。これらの研究で、彼女は宇宙飛行中の免疫系の変化の基礎を発見した。彼女の論文の多くは、研究室のウェブサイトで入手することができる。
彼女は、骨や癌の成長制御や細胞分子及びシステム生物学レベルでの免疫系への宇宙飛行の影響に関するものを含む論文とアブストラクトを120篇以上書いている。アメリカ科学振興協会、アメリカ骨代謝学会、アメリカ細胞生物学会、アメリカ血液学会、宇宙探検家協会の会員である。

## 私生活
2度結婚している。1度目の夫は Rick Wileyという警察官で、2人の娘を設けたが1970年代末に離婚している。2度目の結婚は1983年で、1981年に知り合ったユナイテッド航空パイロットのGeorge Fulfordである。2021年2月2日にカリフォルニア州ミルバレーで、彼女の最後の論文のテーマであった悪性リンパ腫により亡くなった。

## 受賞等
- 2004-2013年 大学宇宙研究協会 評議会員[9]
- 1995-2001年 ウッズホール海洋生物学研究所 諮問委員[9]
- 1995年 国際ゾンタ[5]
- 1995年 Marin County Woman of the Year[5]
- 1991年 w:NASA Space Flight Medal[6]
- 1987-1990年 全米研究評議会宇宙生物学宇宙医学委員[9]
- 1986-1989年 エンブリー・リドル航空大学評議委員[9]
- 1984年 Presidential Award for Federal Employee for Western Region[5][9]
- 1971-1972年 マッカーサー基金フェロー[8]
- 1971-1972年 アメリカ大学婦人協会フェロー[5]
- 1968-1971年 アメリカ国立科学財団フェロー[5]
- 1965年 アメリカ国立科学財団サマーリサーチフェロー[5]